# 海膨
海膨（かいぼう、rise）とは、海底から緩やか、かつ、滑らかに高く盛り上がった、海底に見られる地形である。
海底から盛り上がっている海底地形としては、他に海山が知られているものの、それよりも海膨は広い範囲の盛り上がりである。海底の広い範囲の盛り上がりと言えば、海底山脈である海嶺（Ridge）が挙げられるものの、海嶺のように両側斜面の勾配が急峻ではなく、海膨は海底からの立ち上がっている場所の勾配が緩やかである。また、海嶺を横切る方向の幅と比べると、それよりも盛り上がっている範囲の幅が広い地形が海膨である。
海嶺と同様に、海膨もプレートテクトニクス理論では海洋底の拡大が発生している場所とされている。また、海嶺の付近にも熱水が噴出している場所が見られるのと同様に、海膨でも熱水が湧出している場合がある。なお、大西洋中央海嶺の中央付近に見られるような特徴的な谷地形やトランスフォーム断層帯が、海膨において発達していない理由は、海嶺よりも拡大速度が緩いためと考えられている。

## 主な海膨
- 北西太平洋海膨（シャツキー海台）
- シャツキー海膨
- ダーウィン海膨　仮想的な海膨。
- チャタム海膨（英語版）
- チリ海膨
- バミューダ海膨
- 東太平洋海膨